# NNTP
NNTP(Network News Transfer Protocol, 네트워크 뉴스 전송 프로토콜)는 뉴스 서버 간에 유즈넷 뉴스 기사(netnews)를 전송하고 최종 사용자 클라이언트 애플리케이션에 의해 기사를 구독, 게시할 수 있게 하기 위한 애플리케이션 프로토콜의 하나이다. 1986년 3월, 캘리포니아 대학교 샌디에이고의 브라이언 캔터(Brian Kantor)와 캘리포니아 대학교 버클리의 필 랩슬리가 NNTP의 사양인 "RFC 977"을 만들었다. 다른 기여자들로는 베일러 의과 대학의 스탠 O. 바버와 애플 컴퓨터의 에릭 페어가 있다.
잘 알려진 TCP 포트 119가 NNTP를 위해 예비되었다. 하나의 서버에서 다른 서버로 대량의 기사를 전송할 경우 TCP 포트 433(NNSP)을 사용할 수 있다. 클라이언트가 뉴스 서버에 전송 계층 보안(TLS)로 접속할 때, TCP 포트 563이 종종 사용된다. (이를 가끔 NNTPS로 부른다.) 대안으로, 포트 119을 경유한 플레인 텍스트 연결은 STARTTLS 명령을 실행, TLS를 사용하는 것으로 변경할 수 있다.
2006년 10월, IETF는 NNTP를 업데이트하고 RFC 977 이후로 수년에 걸쳐 만들어놓은 추가 사항 중 다수를 편성한 "RFC 3977"을 출시하였다. 동시에, IETF는 또한 STARTTLS를 실행, NNTP를 경유하는 전송 계층 보안(TLS)의 사용을 규정한 "RFC 4642"를 출시하였다.

## 같이 보기
- 뉴스 서버
- 뉴스그룹